# La Siete
LaSiete était une chaîne de télévision espagnole du groupe Mediaset España.

## Historique

### Telecinco 2
Telecinco 2 est né le 18 février 2008, pendant la restructuration de l'offre TDT de Mediaset España Comunicación. Telecinco 2 a succédé à Telecinco Sport. Telecinco 2 a été créé pour offrir de nouvelles opportunités de voir les programmes les plus vus de Telecinco, tout en ayant sa programmation propre. La chaîne a aussi servi à émettre, à des horaires différents et en direct, les programmes de téléréalités de Telecinco.

### LaSiete
Le 18 mai 2009, Telecinco 2 a changé son nom et son identité visuelle pour devenir LaSiete (comme Veo TV qui est devenu Veo 7, Neox qui est devenu Neox8 et Nova qui est devenu Nova9). Ce système est mis en place pour inciter les gens à mettre la chaîne sur le canal 7 pour LaSiete, 8 pour Neox ou encore 9 pour Nova, l'ordre des chaînes en Espagne étant libre pour le moment. En mai 2014, à la suite d'une décision règlementaire de la justice espagnole concernant les conditions d'attribution de certaines licences TDT (télévision numérique terrestre), la chaîne cesse d'émettre définitivement.

### Identité visuelle (logo)

Logo de Telecinco 2 en 2008
Logo de Telecinco 2 de 2008 au 25 juillet 2009
Logo de LaSiete du 25 juillet 2009 au 6 février 2012
Logo de LaSiete du 6 février 2012 au 14 février 2014
Logo de LaSiete du 14 février au 6 mai 2014

## Organisation

### Dirigeants
Présidents :
- Paolo Vasile : depuis 2008

### Capital
LaSiete appartenait à 100 % au groupe Gestevisión Telecinco dont le capital est détenu à:
- 50,13 % par Mediaset
- 36,87 % par Free-Float
- 13 % par le groupe Vocento.

## Programmation
La programmation de LaSiete était composée principalement de divertissements.

### Divertissement
- I Love TV
- Salvame Deluxe
- Gran Hermano
- El Juego de tu Vida
- El Reencuentro
- Gran Hermano: La Casa en Directo
- Gran Hermano: Resumen Diario
- El Reencuentro en Directo
- El Reencuentro: Resumen Diario
- Vuelveme Loca
- Vuelveme Loca Por Favor
- Fama
- Operación Triunfo
- Supervivientes
- Sálvame Diario
- ¡MQB!

### Telenovelas
- Rebelde
- Camaleones